# クイーンズ・ハーベスト
「クイーンズ・ハーベスト」(Queen's Harvest)はダンジョンズ&ドラゴンズファンタジーロールプレイングゲームのアドベンチャー・モジュールである。1995年には日本語版が発売された（後述）。
本作はB11キングズ・フェスティバルの続編であるが、冒険の続編として、またはそれ自体で完全な冒険としてプレイすることができる。ダンジョンマスターとプレイヤーの初心者向けにあつらえてあり、冒険の手助けとなるヒントやカラメイコス大公国の地勢などが含まれる。モジュール・コードはB12、TSR社のプロダクト・コードはTSR 9261である。

## プロット概要
クイーンズ・ハーベストの中で、プレイヤーキャラクターは、亡くなった魔術師が残した危険なオブジェクトを得るために、彼の住んでいた地下室に入ることになる。冒険が進むに連れ、キャラクターは王室の政治に巻き込まれることになる。
魔術師カヴォークィアンは逝去し、彼が終焉のときに持っていたアイテムは彼の養子が引き継いでいる。プレイヤーキャラクターはカヴォークィアンの本拠地である静寂な宝物庫に足を踏み入れ、魔法のアイテムを取ってくることになる。ストーリーは最後にプレイヤーキャラクターが、ペンハリゴンの町の政治に対峙して狂気の玉座を主張する、イリアナ・ペンハリゴンの砦に達する。

## 出版履歴
B12 Queen's Harvestはen:Carl Sargentによって書かれ、1989年にTSR社から32ページのブックレットとして出版された。
このモジュールはB11キングズ・フェスティバルの続編である。

## 日本語版
1995年に、当時D&Dの翻訳権を持っていたメディアワークスから、電撃ゲーム文庫レーベルでD&Dゲームシナリオ2として出版された。翻訳と構成は安田均とグループSNE。イラストは中沢一登他の日本人の絵にすべて差し変わっている。「キングズ・フェスティバル」に引き続き、カラメイコス大公国の社会や歴史、大公国オリジナル・ルール等のワールドガイドが収録されている。 ISBN 4-07-302988-6